# Der Liebesroman des Cesare Ubaldi
Der Liebesroman des Cesare Ubaldi ist ein deutsches Stummfilmdrama aus dem Jahre 1922 von Heinz Schall mit Johannes Riemann in der Titelrolle. 

## Handlung
Graf Cesare Ubaldi leidet sehr am Tode seiner Gattin. Um seinen Schmerz zu lindern, behaupten Cesares Eltern, dass die Verblichene ihm untreu gewesen sein soll. Daraufhin versucht er sich emotional von der Toten loszulösen und gibt sich gesteigerter Gläubigkeit hin. Der abgebrannten Dorfkirche will Graf Cesare ein Madonnenbild spenden, das jedoch erst geschaffen werden muss. Ausgerechnet die Tochter eines ortsbekannten Atheisten soll dem beauftragten Maler für die Madonna Modell sitzen. Dies führt zu einigem Aufruhr, und bald verkomplizieren sich die Dinge auch noch durch unheimliche Geschehnisse, mit Intrigen und einem Mord als Ingredienzien. Zum guten Schluss führt Cesare das Modell als seine neue, zweite, Gattin vor den Traualtar.

## Produktionsnotizen
Der Liebesroman des Cesare Ubaldi passierte die Filmzensur am 30. Juni 1922 und wurde noch im selben Jahr uraufgeführt. Der Sechsakter besaß eine Länge von 2012 Metern und wurde mit Jugendverbot belegt.

## Kritik
In Der Filmbote ist zu lesen: „Der sehr sehenswerte Film wird fast ausschließlich von bedeutenden Schauspielern getragen, voran Johannes Riemann, der den Cesare Ubaldi mit allen Mitteln seines reichen Könnens ausstattete.“